# Académie interarmes des forces armées de la fédération de Russie
L'Académie interarmes des forces armées de la fédération de Russie (en russe : Общевойсковая академия Вооружённых сил Российской Федерации), de son nom complet l'Académie interarmes Joukov des forces armées de la fédération de Russie, des ordres de la révolution d'octobre, de Lénine, du Drapeau rouge et de Souvorov (en russe : Общевойсковая орденов Ленина и Октябрьской Революции, Краснознамённая, орденов Суворова и Жукова академия Вооружённых сил Российской Федерации) ; nom officiel depuis 2021 : Établissement d'enseignement supérieur militaire de l'État fédéral « Centre militaire éducatif et scientifique des forces terrestres russes », Académie interarmes Joukov des forces armées de la fédération de Russie (en russe : федеральное государственное казённое военное образовательное учреждение высшего образования «Военный учебно-научный центр Сухопутных войск „Общевойсковая ордена Жукова академия Вооружённых сил Российской Федерации“»), est une académie militaire pour les officiers des forces armées russes située à Moscou, ouverte depuis août 1998.
Il existe 30 départements au sein de l'académie. Les élèves sont logés dans deux bâtiments principaux dans les districts de Khamovniki et Lefortovo à Moscou. L'établissement duplique fonctionnellement l'Académie d'état-major général. C'est l'équivalent du Collège de commandement et d'état-major de l'armée américaine à Fort Leavenworth ou du Collège d'état-major (en) de l'armée britannique à Camberley. Depuis 2019, l'actuel commandant de l'Académie militaire est le lieutenant général Alexandre Romantchouk.

## Décorations
- Ordre de Lénine
- Ordre de la Révolution d'Octobre
- Ordre du Drapeau Rouge
- Ordre de Souvorov

## Commandant

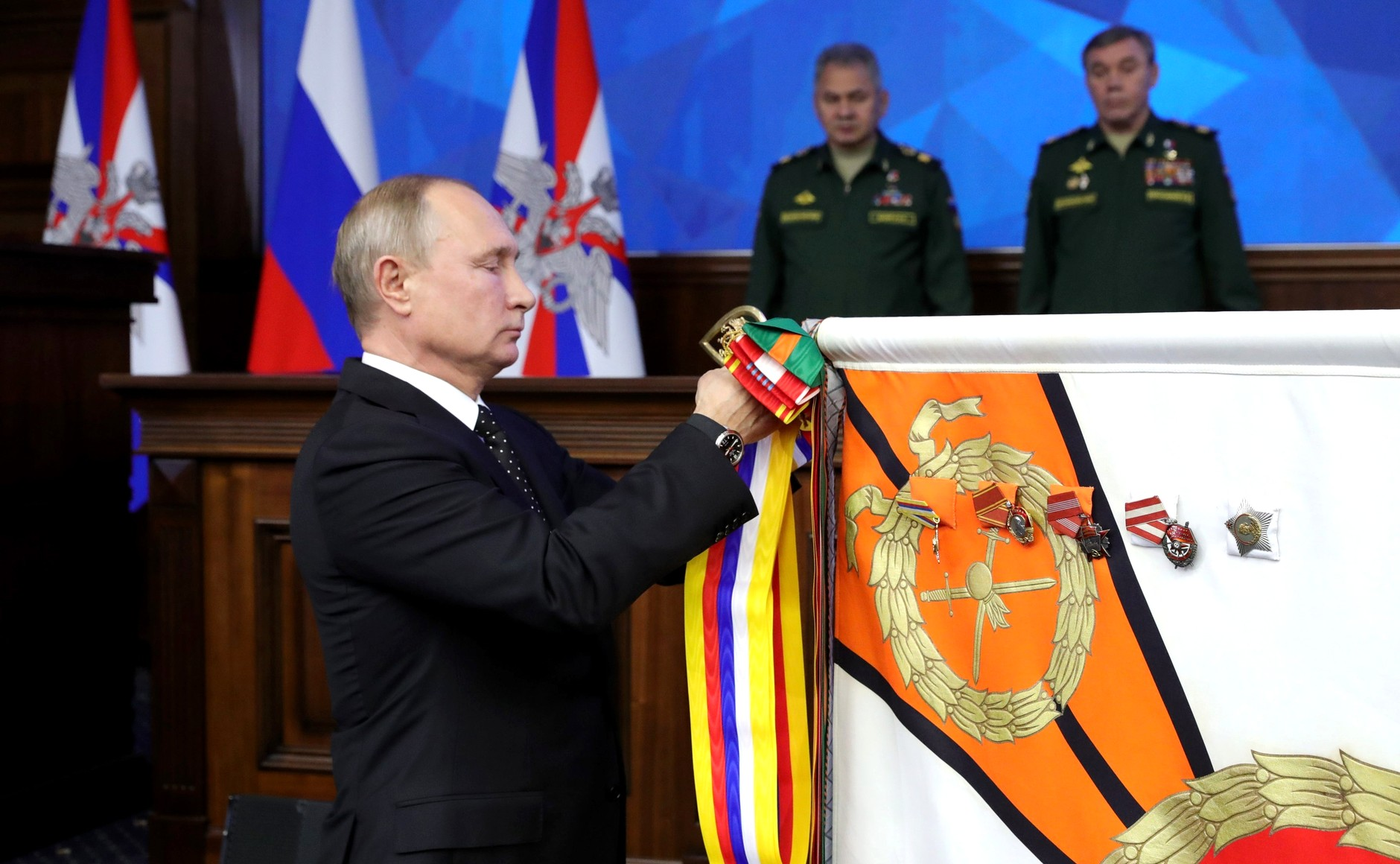
Le président Poutine décorant l'académie en 2018.

- Colonel général Leonid Zolotov (août 1998 - septembre 2002)
- Colonel général Vladimir Popov (septembre 2002 - décembre 2009)[1]
- Major général Alexeï Kim (décembre 2009 - janvier 2010)
- Lieutenant général Viktor Poliakov (janvier 2010 - juillet 2014)
- Lieutenant général Oleg Makarevitch (juillet 2014 - septembre 2017)
- Lieutenant général Alexandre Lapine (septembre - novembre 2017)
- Lieutenant général Sergueï Ioudine (novembre 2017 - avril 2018) (par intérim)
- Lieutenant général Alexeï Avdeïev (avril 2018 - 2019)
- Lieutenant général Alexandre Romantchouk (depuis 2019)